# OSI Food Solutions

Logo von Esca Food Solutions

Die OSI Food Solutions Germany GmbH ist ein fleischverarbeitendes und -produzierendes Unternehmen mit Sitz in Günzburg. Das Unternehmen ist Teil der US-amerikanischen OSI-Gruppe.
Mit einem Umsatz von 552 Mio. Euro zählt das Unternehmen zu den umsatzstärksten Unternehmen der Fleischwirtschaft in Deutschland. Das Unternehmen beliefert exklusiv den McDonald’s-Konzern mit Fleisch und Geflügel. 

## Geschichte
Das Unternehmen firmierte bis November 2010 als Esca Food Solutions GmbH, 2008 entstanden aus einer Umwandlung der Esca Food Solutions GmbH & Co. KG. 1978 gründeten die Lutz Fleischwaren AG und Otto and Sons Inc. (OSI) Esca als Joint Venture.

## Unternehmensstruktur
Hauptsitz in Deutschland ist Günzburg mit rund 160 Mitarbeitern für die Produktion von jährlich 50.000 Tonnen Rind- und Schweinefleischprodukten. 1988 wurde in Duisburg-Rheinhausen ein Produktionsstandort eröffnet, mit rund 190 Mitarbeitern für die Herstellung von jährlich 37.000 Tonnen Geflügelprodukten.
OSI ist der einzige Lieferant von Fleischwaren für McDonald’s Deutschland. Das Rindfleisch für McDonald’s kam 2016 zu 93 Prozent aus Deutschland, 2010 waren es etwa 150.000 kleine und mittlere landwirtschaftliche Betriebe, die Fleisch über OSI an McDonald’s geliefert haben. Die restlichen 10 Prozent stammen laut Informationen von McDonald’s aus den Niederlanden, Österreich und Dänemark. Das Unternehmen hält sich generell sehr bedeckt und verweist für weitere Informationen zu Herkunft, Qualität und Verarbeitung seiner Rohstoffe und Produkte auf seinen Auftraggeber McDonald’s.

## Kritik

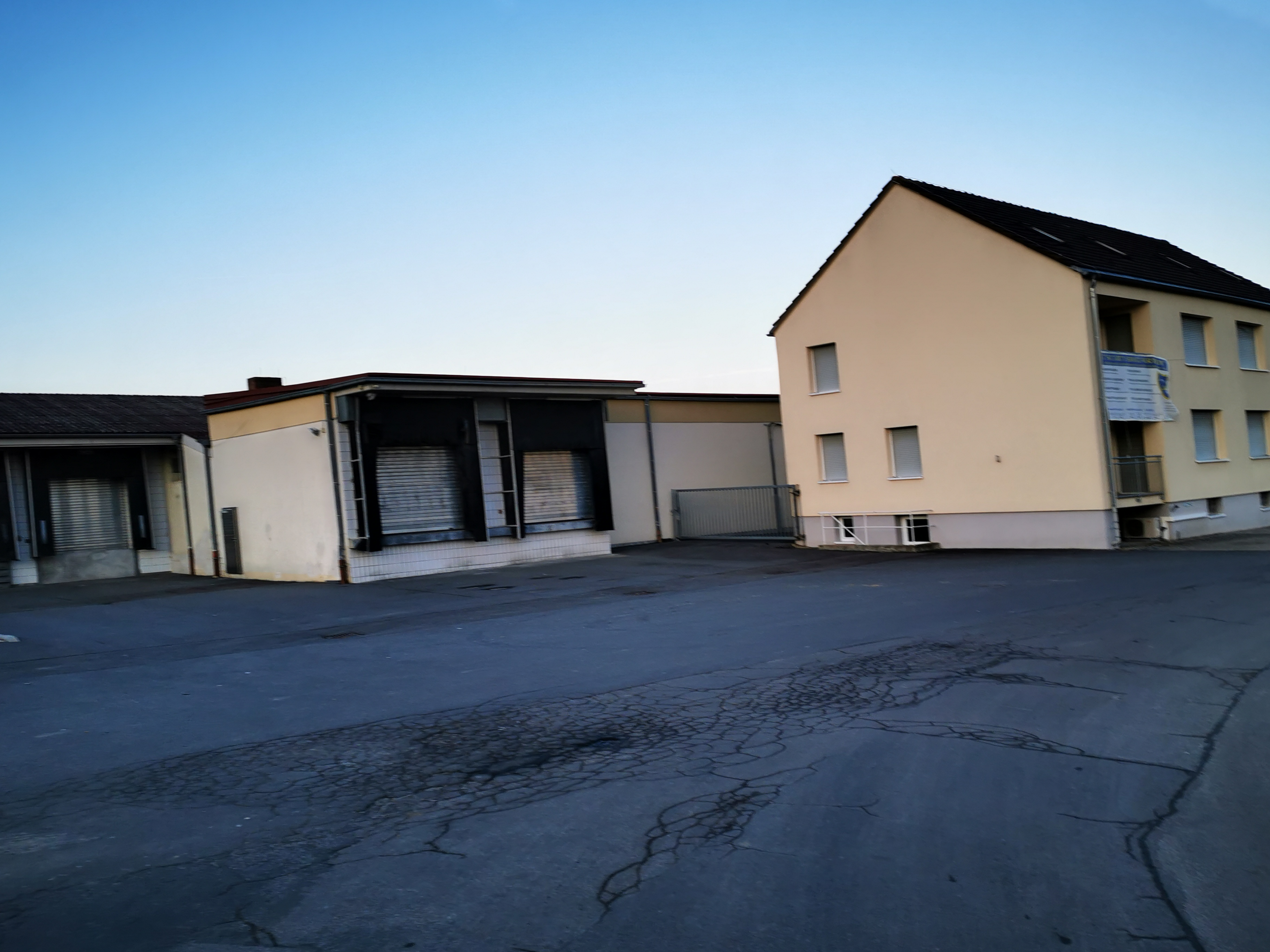
OSI-Schlachthof in Tauberbischofsheim nach der Stilllegung (2020)

Aktivisten von Soko Tierschutz dokumentierten im Januar 2018 in einem OSI-Schlachthof in Tauberbischofsheim mehrere Verstöße gegen den Tierschutz unter Aufsicht amtlich bestellter Veterinäre. Soko Tierschutz spielte die entstandenen Aufnahmen stern TV zu, die darüber am 14. Februar 2018 im Fernsehen berichteten. Daraufhin erstatteten McDonald’s und die SOKO Tierschutz Strafanzeige gegen den entsprechenden Betrieb sowie das Veterinäramt.
Am selben Tag wurde der OSI-Schlachthof vorübergehend geschlossen. Mittlerweile ist der entsprechende Schlachthof dauerhaft geschlossen, da nach einem Probebetrieb weiterhin erhebliche Mängel durch das Veterinäramt festgestellt wurden.